# Stadion Miejski w Ostródzie
Stadion Miejski w Ostródzie  – stadion piłkarski, zarządzany przez Ostródzkie Centrum Sportu i Rekreacji. 
Wchodzi w skład kompleksu sportowo-rekreacyjnego, na który składają się również: boisko treningowe ze sztuczną nawierzchnią (95 × 60 m), korty tenisowe (6, w tym 2 zadaszone), całoroczne lodowisko (20 × 30 m), ścianka wspinaczkowa, rampa skateboardowa oraz Park Colisa. Znajduje się w Ostródzie, na tym stadionie rozgrywane są spotkania Sokoła Ostróda.

## Historia
Stadion Miejski w Ostródzie został oddany do użytku 3 września 2011 roku. Na jego otwarcie mecz towarzyski rozegrały Jagiellonia Białystok i Legia Warszawa.